# Tiptoi
Tiptoi (Eigenschreibweise: tiptoi) ist ein interaktives Lernspiel bestehend aus einem Digitalstift mit dazugehörigen Büchern, Spielen und Puzzle. Wird mit dem Stift auf eine beliebige Stelle der tiptoi-Produkte getippt, erkennt der Infrarotscanner im Stift das Punkteraster des OID-Codes und spielt im einfachsten Fall die entsprechende Audiodateien ab. Somit werden bspw. bebilderte Buchseiten durch ein Hörbuch „zum Leben erweckt“, illustrierte Personen erhalten eine Stimme oder ein Spielprinzip wird erklärt.

## Versionen

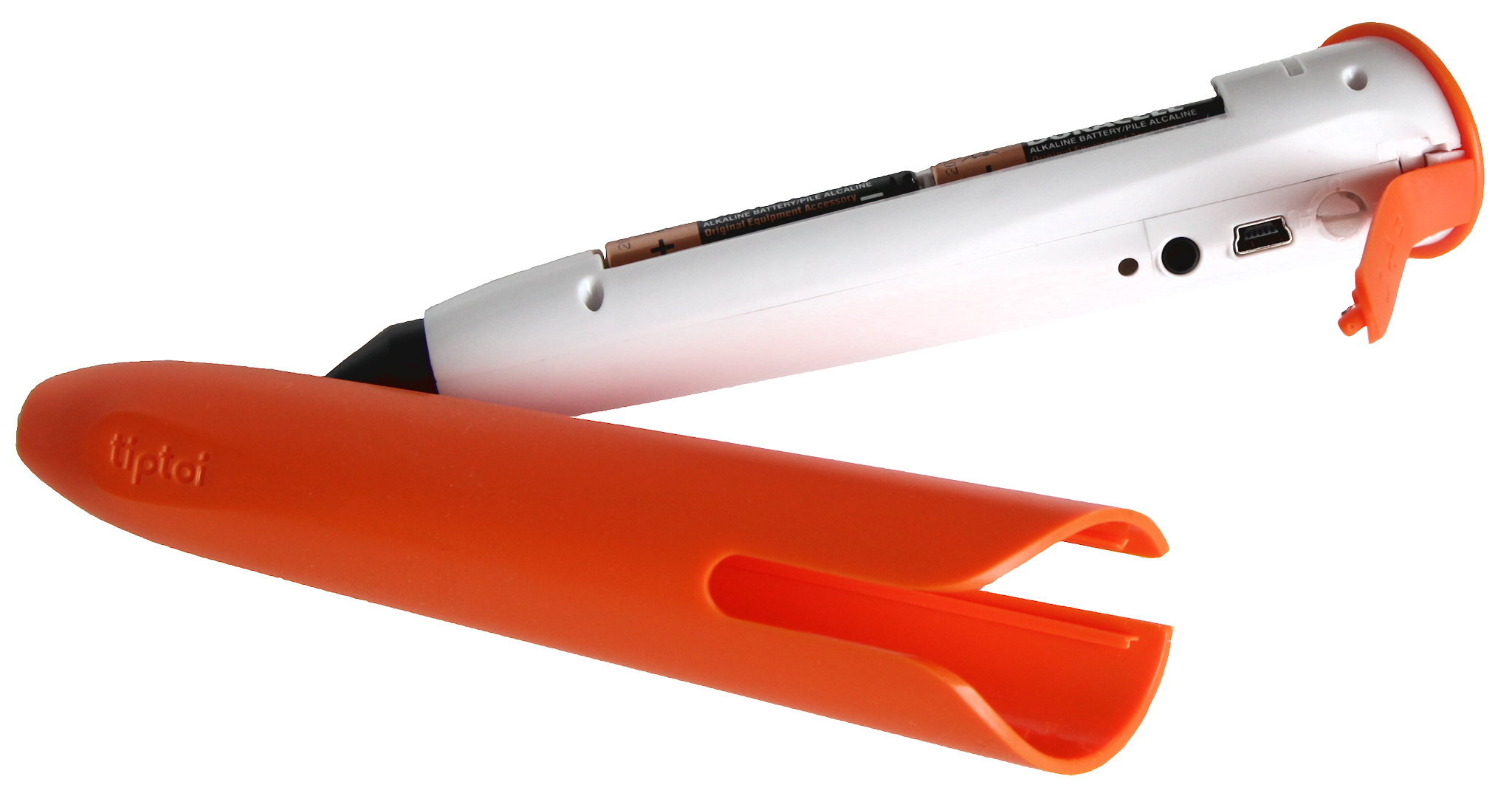
Geöffneter Stift mit Batterien,
erste Generation

Im Jahr 2010 brachte Ravensburger den Tiptoi-Stift der ersten Generation auf den Markt. Dieser ist batteriebetrieben und für Kinder ab drei Jahren geeignet. Die Funktionalität des Stiftes umfasst die Wiedergabe von Audiodateien sowie die Kompatibilität mit dem ACTIVE-Lautsprecher (ebenfalls ein Produkt von Ravensburger).
Der Tiptoi-Stift der zweiten Generation wurde im Jahr 2015 um einen Player für Lieder und Hörbücher erweitert. Zusätzlich war es zum ersten Mal möglich, den Stift mit farbigen Stifthüllen zu individualisieren.
Im Jahr 2018 wurde die dritte Stift-Generation veröffentlicht. Der Stift zeichnet sich durch die CREATE-Funktion aus. Diese lässt den Benutzer eigene Geräusche und Sprache aufnehmen und abspielen. Ein Player für das Abspielen von Hörbüchern ist nicht mehr vorhanden. Dieser Stift wurde im Jahr 2020 in einer modernisierten Version veröffentlicht und bietet als Sonderedition fortan eine integrierte W-Lan-Funktion. D. h., die Audiodateien können kabellos via W-Lan auf den Stift übertragen werden, sodass eine manuelle Verbindung zum PC nicht mehr notwendig ist.
In Kombination mit einem umfassenderen Produkt-Relaunch präsentierte Ravensburger im September 2022 die 4. Generation des Tiptoi-Stiftes in Deutschland, Österreich und der Schweiz. Der Tiptoi-Stift der 4. Generation enthält neu einen fest integrierten Akku und ist mit allen Tiptoi-Produkten kompatibel (abgesehen von den CREATE-Produkten). Eine W-Lan-Funktion ist beim Stift der vierten Generation nicht integriert. Dafür ist zusätzlich eine Ladestation erhältlich, welche neben der Ladefunktion des Akkus auch das kabellose Aufladen von Audiodateien ermöglicht.
Alle Tiptoi-Stifte der früheren Generationen behalten ihre Gültigkeit, sodass diese entsprechend ihren Funktionalitäten weiterhin mit allen Produkten genutzt werden können.

## Konzept
Das Abspielen einer Audiodatei wird durch Antippen beliebiger Stellen (Grafik, Text etc.) im Tiptoi-Stift gestartet. Die Audiodatei kann beispielsweise Informationen zum angetippten Bild wiedergeben, Fremdsprachen vermitteln, Handlungsanweisungen geben oder bei Spielen den Ablauf steuern. Die Lösungen für die gestellten Aufgaben werden dem Stift signalisiert, indem das zur Lösung gehörende Symbol, Bild oder Textstelle angetippt wird. Durch den integrierten Mikrocontroller können Spielabläufe variieren, wodurch die Spielfreude bei Kindern lange erhalten bleibt.
Der digitale Speicher des Stiftes kann mit vielen Audiodateien der jeweiligen Produkte bespielt werden. Die Audiodateien können über den Tiptoi-Manager, die Webseite des Herstellers oder die optional verfügbare Tiptoi-Ladestation kostenlos auf den Tiptoi-Stift geladen werden. Zur Verwaltung der Dateien gibt es den Tiptoi Manager, dessen Programminstallationsdateien sich im Speicher des Stiftes befinden. Der Stift kann über die integrierte Mini-USB-Buchse Typ B und das mitgelieferte USB-Kabel an einen PC angeschlossen werden. Am Computer wird der Stift als USB-Massenspeicher erkannt, und der Zugriff auf die gespeicherten Audiodateien und Installationsdateien für den Manager ist möglich. Für den Tiptoi-Manager werden Windows (XP/Vista/Windows 7 oder neuer) oder Mac OS X (ab 10.12) als Mindestanforderungen genannt. Falls der PC diese Mindestanforderungen nicht erfüllt, kann die benötigte Audio-Datei auch manuell von der Webseite des Herstellers heruntergeladen und auf den Stift übertragen werden.
Bei der Stift-Generation 1, 2 und 3 muss der Stift mit zwei Typ-AAA-Batterien bestückt werden. Generation 4 hat einen fest verbauten, integrierten Akku. Er verfügt über einen Ein-/Ausschalter sowie eine Tastenwippe zur Einstellung der Lautstärke. Der Lautsprecher befindet sich am oberen Ende. Wie von TÜV und EN 71 vorgegeben, beträgt die maximale Lautstärke der Lautsprecher < 85 dBA. Auf der Rückseite des Stiftes befinden sich eine Buchse für Kopfhörer (3,5-mm-Klinkenstecker), sowie ein Anschluss für Micro-USB.

## Namensherkunft
Tiptoi ist ein Kunstwort aus den Worten Tippen und Toy (engl. für Spielzeug).

## Funktionsprinzip Digitalstift
Die technische Neuheit bei diesem „Spielzeug“ ist der Lernstift und das digitale Papier der Produkte. Im Stift befindet sich ein optischer Infrarot-Sensor, der laut Hersteller auf Basis der OID-Technologie (optical identification, engl.: optische Identifizierung) funktioniert. Der Sensor kann über das Papier gehalten werden und erkennt den aufgedruckten Punkteraster-Code. Ein wirkliches Antippen ist eigentlich nicht notwendig. Der Code wird vom Mikrocontroller im Stift ausgewertet, was zur Wiedergabe der passenden Audiodatei über den integrierten Lautsprecher führt. Das Funktionsprinzip wurde erstmalig im Jahre 2000 zum Patent angemeldet. Das Prinzip des gedruckten Codes ist in einem Patent aus dem Jahre 2007 beschrieben.

## Sonstiges
Deutschland hat am 2. November 2024 die erste Tiptoi-Briefmarke (Sonderpostwertzeichen „Weihnachten für Kinder – Weihnachtsbäckerei“) zu 85 Cent herausgebracht.

## Alternativen
- Der von der 2012 gegründeten und 2023 aufgelösten „Ting GmbH“ hergestellte Stift „Ting“.[13][14]
- Der 2018 vom Tessloff-Verlag herausgebrachte Bookii-Hörstift.[15]
- Der taiwanische Chameleon Reader wird seit 2019 von ENJOY Studio in Europa vertrieben.[16]
- Der „DILESY“-Stift[17][18] ist ein estnisch/lettisches Gemeinschaftsprojekt.[19]
- Anybook Reader[20]